# Cassina de' Pecchi
Cassina de' Pecchi es una localidad y comune italiana de la provincia de Milán, región de Lombardía, con 13.096 habitantes.

## Evolución demográfica
| Gráfica de evolución demográfica de Cassina de' Pecchi entre 1861 y 2001 |
|                                                                          |
| Fuente ISTAT - elaboración gráfica de Wikipedia                          |